# Face of Beauty International 2013
La 2.ª edición  de Face of Beauty International, correspondiente al año 2013; tuvo lugar el 12 de noviembre en el Mimosa Pattaya de la ciudad de Na Chom Thian, Tailandia. Candidatas de 37 países y territorios autónomos compitieron por el título. Al final del evento Josefine Emilie Egebjerg – Face of Beauty International 2012 – de Dinamarca, coronó a Diamond Langi, de Tonga, como su sucesora.

## Resultados
| Posiciones                        | Candidata |
| --------------------------------- | --- |
| Face of Beauty International 2013 | - Tonga - Diamond Langi |
| Primera Finalista                 | - Bangladés - Li Mi |
| Segunda Finalista                 | - China - Shasha Chen |
| Tercera Finalista                 | - Tailandia - Fonthip Klinpakdee |
| Cuarta Finalista                  | - Namibia - Yana Haenisch |
| Top 10                            | - Filipinas - Maureen Wenceslao - Irán - Tani Taki - Nueva Zelanda - Chelsea Anne Auger - Panamá - Shirel Joan Ortiz Aparicio - Siberia - Oksana Tsyrenova |
| Top 15                            | - Malasia - Melinda Lee Chen Ling - Mongolia - Bilguun Gankhuyag - Países Bajos - Desi Dorenbos - Suecia - Kristina Just - Taiwán - Cheng Tang Ling        |

## Premios Especiales
| Título                      | Candidata                            |
| --------------------------- | ------------------------------------ |
| I AM ME                     | - Curazao - Christel Willems         |
| Embajadora de Turismo       | - Pakistán - Bakhtawar Shah          |
| Mejor en Deportes           | - Mongolia - Bilguun Gankhuyag       |
| Mejor en Entrevista         | - Filipinas - Maureen Wenceslao      |
| Mejor en Talento            | - Nueva Zelanda - Chelsea Anne Auger |
| Mejor en Traje Nacional     | - Mongolia - Bilguun Gankhuyag       |
| Mejor en Traje de Baño      | - Namibia - Yana Haenisch            |
| Mejor en Traje de Noche     | - China - Shasha Chen                |
| Miss Fotogénica             | - Brasil - Thaisi Dias Pinto         |
| Miss Simpatía               | - Sudáfrica - Lucinda de Bruin       |
| Premio Popularidad en Línea | - Filipinas - Maureen Wenceslao      |
| Top Model                   | - Bangladés - Li Mi                  |

- Nota: Ganadoras según la página web oficial del concurso y referencias externas.[2]
- Nota: Las ganadoras de los premios especiales pasaron automáticamente al TOP 15 de la competencia.

## Historia
Para el año 2013 el certamen se llevó a cabo entre el 3 y el 13 de noviembre; en esta edición se dieron cita 37 candidatas de países y territorios autónomos, superando por más del doble, el número de representantes que la edición pasada. Debido a la participación de más candidatas y el renombre que se ganó la competencia, para esta edición la ganadora recibió un premio en efectivo de $30.000, estadía por un año en Nueva Zelanda, y la representación de diferentes marcas y patrocinadores del concurso.
En esta edición nace el taller denominado "I AM ME", que traducido al español sería "YO SOY YO"; el cual busca que las candidatas muestren una mayor participación, demuestren su integridad y generen un ambiente deportivo y de competitividad sano entre ellas; así como la confianza en sí mismas de todo lo que hicieron, dentro del taller que se desarrolla a lo largo de casi toda la competencia.

## Candidatas
37 candidatas compitieron por el título:
(En la tabla se utiliza su nombre completo, los sobrenombres van entrecomillados y los apellidos utilizados como nombre artístico, entre paréntesis; fuera de ella se utilizan sus nombres «artísticos» o simplificados).
| País/Territorio | Candidata                            |
| --------------- | ------------------------------------ |
| Albania         | Anjeza Fero                          |
| Argelia         | Selma Berrouba                       |
| Australia       | Rachael Louise Herraman              |
| Bangladés       | Li Mi                                |
| Bélgica         | Jolien Van Der Steen                 |
| Brasil          | Thaisi Dias Pinto                    |
| Canadá          | Alyssa Wyspianski                    |
| China           | Shasha Chen                          |
| Corea del Sur   | Jung Min-sun                         |
| Curazao         | Christel Willems                     |
| Dinamarca       | Joseline Verstegen Holdt             |
| Filipinas       | Maureen Wenceslao                    |
| Fiyi            | Drikhsha Prasad                      |
| India           | Shristy Gupta                        |
| Inglaterra      | Nasrene Harrison                     |
| Irán            | Tani Taki                            |
| Kosovo          | Kristjana Duhanaj                    |
| Malasia         | Melinda Lee Chen Ling                |
| Mongolia        | Bilguun Gankhuyag                    |
| Namibia         | Yana Haenisch                        |
| Nepal           | Sibran K.C.                          |
| Nigeria         | Chinyere Claire Iroh                 |
| Nueva Zelanda   | Chelsea Anne Auger                   |
| Países Bajos    | Desi Dorenbos                        |
| Pakistán        | Bakhtawar Shah                       |
| Panamá          | Shirel Joan Ortiz Aparicio           |
| Perú            | Gretta Rodríguez-Jolly               |
| Portugal        | Carolina Monteiro Ferreira de Castro |
| Rusia           | Arina Oshchepkova                    |
| Siberia         | Oksana Tsyrenova                     |
| Singapur        | Kuek Zi Yi                           |
| Siria           | Sara Haj Yusuf                       |
| Sudáfrica       | Lucinda de Bruin                     |
| Suecia          | Kristina Just                        |
| Tailandia       | Fonthip Klinpakdee                   |
| Taiwán          | Cheng Tang Ling                      |
| Tonga           | Diamond Langi                        |

### Candidatas retiradas
- Croacia - Shiloh Phillips
- Ghana - Racheal Gyampo
- Lesoto - Mpempe Gladys Pelesa
- México - Tania Bautista
- Paraguay - Belén Sartorio
- Puerto Rico - Paola Cristina Bacó Torres
- República Dominicana - Liza Mariel Blanco García
- Samoa - Olivia Howman
- Sri Lanka - Tristine Fernando
- Togo - Stephanie Chinomso Ubozoh
- Ucrania - Rimma Badun
- Venezuela - Kelin Salazar Pereira

## Datos acerca de las delegadas
- Algunas de las delegadas de Face of Beauty International 2013 participaron en otros certámenes internacionales de importancia:
  - Rachael Louise Herraman (Australia) participó sin éxito en Miss Motores Internacional 2012.
  - Jolien Van Der Steen (Bélgica) participó sin éxito en Miss Asia Pacífico Mundo 2014.
  - Thaisi Dias Pinto (Brasil) fue ganadora de Miss Pré-Teen Playa Mundial 2008.
  - Christel Willems (Curazao) participó sin éxito en Miss Elegant & Miss Mini Caribe 2004 y fue segunda finalista en Little Miss Universe 2005.
  - Yana Haenisch (Namibia) fue primera finalista en Miss Supranacional 2019.
  - Desi Dorenbos (Países Bajos) fua ganadora de Queen of the Benelux 2012.
  - Bakhtawar Shah (Pakistán) participó sin éxito en Miss Reina Internacional del Turismo 2013.
  - Shirel Joan Ortiz Aparicio (Panamá) participó sin éxito en Miss Internacional 2018.
  - Sara Haj Yusuf (Siria) participó sin éxito en Miss Intercontinental 2014 representando a Suecia.
  - Kristina Just (Suecia) participó sin éxito en Miss Turismo Internacional 2013.
  - Diamond Langi (Tonga) fue semifinalista en Miss Tierra 2017 y participó sin éxito en Miss Universo 2019 representando a Nueva Zelanda.

## Sobre los países en Face of Beauty International 2013

### Naciones debutantes
| - Albania - Argelia - Bangladés - Bélgica - Brasil - Curazao - Fiyi - India - Inglaterra - Irán - Kosovo - Malasia - Mongolia | - Namibia - Nepal - Nigeria - Países Bajos - Pakistán - Panamá - Perú - Portugal - Siberia - Siria - Sudáfrica - Suecia |

### Naciones ausentes
- Niue
- Samoa